# Carlos Llano Cifuentes
Carlos Llano Cifuentes (México, D.F., México, 17 de febrero de 1932-Miami, Estados Unidos, 5 de mayo de 2010) fue un filósofo, empresario, profesor y escritor. Una de las figuras más importantes de la intelectualidad mexicana de la segunda mitad del siglo XX. Fiel numerario del Opus Dei e integrante del grupo fundador del Instituto Panamericano de Alta Dirección de Empresa, y fundador de la Universidad Panamericana.

## Biografía
Hijo de madre cubano-española y de padre español, nació en la Ciudad de México el 17 de febrero de 1932. 
Su abuelo materno fue fundador de la fábrica de tabaco Partagás con sede en La Habana, Cuba. Su padre se estableció en México desde los 8 años, fue socio fundador de la fábrica de Chocolates la Suiza.
Hermano del filósofo Alejandro Llano Cifuentes, y del obispo Rafael Llano Cifuentes. Inició estudios de Ciencias Económicas en la Universidad Complutense de Madrid. Al irse a vivir a Roma comenzó a estudiar filosofía en la Universidad de Santo Tomás en la que obtuvo el doctorado. Al regresar a México obtuvo otro doctorado en filosofía por la Universidad Nacional Autónoma de México (UNAM). Fue ahí donde al ser alumno del filósofo José Gaos se convirtió en su discípulo de pensamiento y al que dedica el último libro que escribió: "Ensayos sobre José Gaos: Metafísica y Epistemología".
Fue miembro correspondiente de la Academia Brasileña de Filosofía y Socio Académico de la Academia Internacional de Direito e Economía del Brasil. 

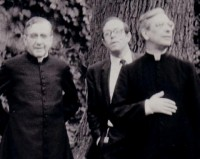
Carlos Llano con san Josemaría Escrivá y el beato Álvaro del Portillo

En 1958 funda la revista ISTMO consagrándola a la difusión del pensamiento humanístico, social y económico. 
Junto con empresarios destacados de México (como Gastón Azcárraga† -en aquel momento dueño de Grupo Posadas y posteriormente también de la línea aérea Mexicana de Aviación- y Manuel Senderos Irigoyen† -socio mayoritario de Grupo DESC Archivado el 17 de febrero de 2020 en Wayback Machine.-, entre otros) en 1967 fundan el Instituto Panamericano de Alta Dirección de Empresa (IPADE) y después fundó la Universidad Panamericana (UP) de la que fue director fundador y profesor del área de Factor Humano desde esa fecha. Asimismo, fue miembro fundador de la Universidad Panamericana, Rector y Presidente de su Consejo Superior (1967-1994). 
En 1968 fundó ICAMI, centro de formación y perfeccionamiento gerencial. 
Además de haber ocupado durante su trayectoria diversos cargos directivos y haber sido consejero en diversas empresas, fue miembro del Consejo de Grupo Posadas de México y Presidente de la Fundación Montepío Luz Saviñón. 
Carlos Llano dedicó los últimos cuarenta años de su investigación filosófica al campo específico de la antropología de las organizaciones, tanto públicas como privadas. Sus treinta libros publicados constituyen un conjunto que podría denominarse Antropología de la Acción Directiva.
En la recta final de su vida, Llano encontró satisfacción opinando en los foros de las diferentes noticias aparecidas en el periódico de distribución nacional, El Universal.

## Obra
Las preocupaciones que constituyen la base del estudio y actividad llevada a cabo por Carlos Llano podrían resumirse así: la necesidad de complementar los ámbitos profesional y personal; la importancia de compaginar el afán de competencia y los deseos de cooperación; y, finalmente, la globalización y el carácter distintivo de personas y sociedades. 

La estructura del análisis de Carlos Llano sobre la acción directiva y de las empresas, ha sido tan simple como efectiva: se realiza desde el individuo, el director, el empresario y sus problemas, sin dejar de lado la relevancia de las relaciones interpersonales dentro de la organización, hasta abarcar la responsabilidad social de ésta como un todo. Llano suele abordar tanto los problemas del directivo como los problemas de la empresa. La obra publicada con estos temas se reúne en diversos libros, innumerables artículos y casos de estudio.
No hay empresa sin seres humanos, sin personas, y la persona es el vértice de los análisis metafísicos y antropológicos de Carlos Llano. Por ello, no podemos dejar de ver globalmente su obra, tanto administrativa, como de gobierno e, incluso, la especulativa: una de sus principales preocupaciones –si no es que la primordial–, es afirmar que lo más serio de la vida es ese mundo de las relaciones personales que no pueden traducirse en términos de dinero, ni de influencia, ni de poder. Lo más profundo de la vida son las relaciones familiares, los nexos de amistad, los vínculos de compañerismo, los ideales del voluntariado y las aspiraciones trascendentes del hombre cristiano. Ya dijo Aristóteles que se podía ser feliz sin dinero y sin poder, pero no sin amigos. En las originales relaciones personales –y, por ende, posteriormente sociales– predomina, pues, el sentido de la colaboración –de la amistad– más que el de la competencia. 
La labor de Carlos Llano considerada de modo completo, ha repercutido de forma crucial en la vida social y cultural de México, así como en el ámbito de las organizaciones. 

## Después de su muerte

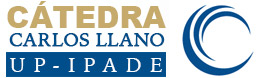
Cátedra Carlos Llano UP-IPADE

La Universidad Panamericana y el Instituto Panamericano de Alta Dirección de Empresa decidieron fundar la Cátedra Carlos Llano para honrar la memoria del primer rector de la UP y primer Director General del IPADE, quien dejó un legado en el que el pensamiento filosófico y una profunda reflexión práctica pueden contribuir a resolver los grandes problemas de nuestra época.
Es una iniciativa que propone continuar la obra iniciada por Carlos Llano Cifuentes en el campo de la investigación, la difusión y la docencia, para:
- Seguir contribuyendo a la solución de los problemas de la sociedad contemporánea, que son consecuencia de la crisis de sentido y la desorientación antropológica que afectan al hombre de hoy.
- Integrar el campo de la empresa y de la actividad económica al ámbito del mundo vital.

Carlos sigue siendo muy querido en el IPADE y por ello a un platillo que le gustaba mucho le pusieron en su honor su nombre. Ahora el ate con queso se pide como Ate a la Carlos Llano.

## Libros de Management o Acción Directiva
- Análisis de la Acción Directiva. (Nueva edición ya disponible)
- La vertiente humana del trabajo en la empresa.
- El empresario y su mundo.  (No disponible)
- El empresario y su acción.   (No disponible)
- El empresario ante la responsabilidad y la motivación.   (No disponible)
- Sistema vs. Persona ( Antes "El postmodernismo en la empresa")
- El nuevo empresario en México.
- La creación del empleo.
- La enseñanza de la dirección y el método del caso. (Nueva edición ya disponible)
- Dilemas éticos de la empresa contemporánea. (Nueva edición ya disponible)
- Antropología de la acción directiva.
- La amistad en la empresa.
- Ética y empresa.
- Metamorfosis de las empresas.
- El rescate ético de la empresa y el mercado.
- Humildad y liderazgo.   (Nueva edición ya disponible)
- Ser del hombre y hacer de la organización.   (Nueva edición ya disponible)

## Libros de Antropología
- Las formas actuales de la libertad.
- El trabajo.
- La misión de la universidad.
- Los fantasmas de la sociedad contemporánea.
- Formación de la inteligencia, la voluntad y el carácter.
- Viaje al centro del hombre. (Nueva edición ya disponible)
- Nudos del humanismo en los albores del siglo XXI. (Nueva edición ya disponible)
- Falacias y ámbitos de la creatividad.
- Familia. Naturaleza, derechos y responsabilidades.

## Libros de Filosofía
- El conocimiento del singular.
- Ensayos aristotélicos.
- Sobre la idea práctica.
- Examen filosófico del acto de la decisión.
- Etiología del error.
- Etiología de la idea de la nada.
- Abstractio.
- Separatio.
- Demonstratio.
- Reflexio.
- Ensayos sobre José Gaos.
- Análisis filosófico del concepto de motivación.

## eBooks gratuitos descargables
- La constancia como eje de las virtudes.
- Derechos humanos y virtudes fundamentales.
- La educación femenina como tarea específica.
- Ayuda, servicio y justicia como pivotes de responsabilidad.
- El desarrollo de la carrera profesional.
- La raíz vital del hombre, José Gaos.
- El ejercicio de la responsabilidad directiva.
- Libertad y educación.
- Decadencia y auge de la Dirección General.
- La filosofía como gran empresa.
- Claves del liderazgo.
- Humanismo en la empresa.
- Acciones directivas y comunicación integral.
- La universidad moribunda.
- La hospitalidad como una esencial del ser humano.
- ¿Ética en la Universidad?
- Prólogo al libro "Vida consumista".

## Libros y tesis sobre Carlos Llano
- Rafael López, "El hombre y la dirección según Carlos Llano".
- Nahum de la Vega Morell, "Carlos Llano en resumen".
- Óscar Jiménez Torres, "Epítome sobre la filosofía de Carlos Llano".
- Héctor Zagal, "Para entender a Carlos Llano".
- Metafísica, Acción y Voluntad (Ensayos en homenaje a Carlos Llano).
- Zagal, Héctor, “Carlos Llano”, México, D.F., Nostra Ediciones, 2014, 1.ª, 108 pp.
- Ricardo Murcio, “Liderazgo centrado en la persona”. 2020.
- Oscar Jiménez Torres, “Género-sujeto, afecciones y principios de la filosofía de la empresa en Carlos Llano”. 2017.
- Raúl Ruvalcaba Peña, “Antecedentes Filosóficos y la Antropología de la Teoría de la acción empresarial en Carlos Llano”.
- Víctor Isolino Doval González, "Sobre la idea práctica en la filosofía de la acción de Carlos Llano", 2018.
- Guillermo Arregui Cussi, "La noción de virtud en Carlos Llano Cifuentes".

## Libros publicados por él (con años de publicación y primeras editoriales)
- Ensayos sobre José Gaos: metafísica y fenomenología. Instituto de Investigaciones Filosóficas-UNAM, México, 2008.
- La importancia del agua para la navegación. Instituto de Investigaciones Filosóficas-UNAM, México, 2007.
- Análisis de la acción directiva. Editorial Limusa. México, 1979 (15.ª reimpresión, 2007).
- Etiología de la idea de la nada. Fondo de Cultura Económica, México, 2004.
- Humildad y liderazgo, Ediciones Ruz, México, 2004.
- Falacias y ámbitos de la creatividad, Noriega Editores-IPADE, México, 2002.
- La metamorfosis de las empresas, Granica, 2001.
- La amistad en la empresa. F.C.E., México, 2000.
- Examen filosófico del acto de la decisión. Editorial Cruz, México, 1999.
- La formación de la inteligencia, la voluntad y el carácter. Editorial Trillas, México, 1999.
- Dilemas éticos de la empresa contemporánea. Fondo de Cultura Económica. México, 1998.
- La enseñanza de la dirección y el método del caso. IPADE. México, 1996.
- La creación del empleo. Editorial Panorama. México, 1995.
- El nuevo empresario en México. Fondo de Cultura Económica. México, 1995.
- El postmodernismo en la empresa. Editorial McGraw-Hill. México, 1994.
- El empresario y su mundo. Editorial McGraw-Hill. México, 1991.
- El empresario y su acción. Editorial McGraw-Hill. México, 1991.
- Todo lo que siempre quiso saber sobre el empresario, pero temía preguntar. Editorial McGraw-Hill. México, 1990.
- El empresario ante la responsabilidad y la motivación. Editorial McGraw-Hill. México, 1991.
- Viaje al centro del hombre. Editorial Diana. 1999

En coautoría
- El rescate ético de la empresa y el mercado. Trillas, México, 2001.
- Ética y empresa. FCE-ITAM, México, 2000.
- Antropología de la dirección. AEDOS, Unión Editorial. España, 1998.
- La vertiente humana del trabajo en la empresa. Rialp, Madrid, 1990.
- El trabajo. Editorial MINOS. México, 1988.

Publicaciones en revistas: 
- “¿Cómo se forma la inteligencia?”, Istmo, 2009, 301, 52-53.
- “El estilo de mando en la empresa”, Talento Humano, México, D.F., 2009, núm. 12, 4-11.
- “La moralidad de las utilidades en la empresa contemporánea”, Talento Humano, México, D.F., 2009, núm. 11, 8-11.
- “Los lazos de unión como deficiencias, retos o virtudes”, Contacto, México, D.F., febrero de 2009, núm. 208, 48-50.
- “Confianza, lazo esencial para dirigir”, Istmo, 2007, 50-60.
- “Las dualidades del líder”, Expansión, México, 17 de septiembre de 2007, núm. 974, 134-138.
- “La confianza en la empresa”, Istmo, 2004, 274, 10.
- “El liderazgo humilde”, Istmo, 2004, 274, 10.
- “Gestionar la diversidad en la empresa”, Istmo, 2003, 268, 8.
- “¿Dónde empieza y acaba la responsabilidad el empresario?”, Istmo, 2003, 265, 14.
- “La importancia de la firmeza”, Expansión, 6 de agosto de 2003, 871, 44-45.
- “Humanismo en la empresa”, Unión Social de Empresarios de México, USEM, julio de 1991, 173, 7-12.

## Publicaciones sobre él
- Número de homenaje a Carlos Llano de la revista ISTMO  Archivado el 18 de febrero de 2015 en Wayback Machine.
- Zagal, Héctor, “Carlos Llano”, México, D.F., Nostra Ediciones, 2014, 1ª, 108 pp.

## Reconocimientos
- Doctor honoris causa por la Universidad de Piura (2001).